# Sztanovoj-hegylánc
A Sztanovoj-hegylánc (avagy Sztanovoj-hegység; oroszul Станово́й хребе́т [Sztanavoj hrebet], kínai írással 外兴安岭, pinjin átírással Wài Xīng'ān Lǐng) hegység Oroszországban, Szibéria déli részén. Nagyobb része a Bajkál-Sztanovoj-hegyvidék (vagy Észak-Bajkálontúl), kisebbik keleti része az orosz Távol-Kelet hegyvidékéhez tartozik.

## Nevének jelentése
A 20. század elejéig a Jeges-tenger és a Csendes-óceán vízválasztóját hordozó hegységek egész rendszerét nevezték Sztanovoj-hegységnek. Ez a mai Dzsugdzsur-hegységet, a Kolima-felföldet  és az északkeleti Csukcs-félszigetet is magába foglalta, és mintegy 4000 km hosszú hegységrendszert jelentett. Ezért is nevezték a 17. század óta oroszul Sztanovojnak, melynek kb. jelentése: 'fő-, alap(vető)'.

## Elhelyezkedése, jellemzői
Nyugaton az Oljokma völgyétől kelet felé a Zeja, illetve a Maja forrásvidékéig terjed. Északabbra az Aldan-felföld terül el, északkeleten folytatása a Dzsugdzsur-hegység. Közigazgatási szempontból zömmel Jakutföld és az Amuri terület határán helyezkedik el, keleten a Habarovszki határterületre is átnyúlik. 
Két (helyenként három) párhuzamosan futó, nyugat–keleti irányú hegylánc alkotja. Egyes részei vízválasztóul szolgálnak a Jeges-tenger és a Csendes-óceán között. Hossza kb. 700 km, szélessége 100-180 km. Csúcsai nyugaton 1500-1800 m-re, keleten 2000-2100 m-ig is emelkednek; legmagasabb pontja 2412 m.
Legfőképpen a földtörténeti őskorból származó magmás és metamorf kőzetekből épül fel. Domborzata erősen tagolt, a hegyvonulatokat széles völgyek választják el, de a keleti részeket meredek, sziklás hegyoldalak és keskeny folyóvölgyek jellemzik. A lejtőket általában hegyi tajga, 1200 m-nél följebb egyre inkább csak bozót vagy hegyi tundra növényzet fedi. A magasabbra nyúló, lapos vagy lekerekített tetőket kőtengerek borítják. 
Éghajlata mérsékelt övi zord és szélsőségesen kontinentális.